# 라데크 베이블
라데크 베이블(체코어: Radek Bejbl, 1972년 8월 29일, 체코슬로바키아 님부르크 ~ )은 체코의 은퇴한 축구 선수이다. 포지션은 수비형 미드필더였다. 또한 그는 지난 유로 96 대회에서 이탈리아 축구 국가대표팀를 상대로 결승골을 기록했었다.

## 경력
- UEFA 유로 1996 국가대표
- 1997년 FIFA 컨페더레이션스컵 국가대표
- UEFA 유로 2000 국가대표

## 수상
체코
- UEFA 유로 1996 준우승
- 1997년 FIFA 컨페더레이션스컵 3위